# Гмеліна маленька
Гмеліна маленька (Yogmelina pusilla) — вид дрібних ракоподібних родини бокоплавів (Gammaridae). Один з 5 видів роду Gmelina; один з 3 видів роду у фауні України. Представник реліктової понто-каспійської фауни. Вид внесений до Червоної книги України із природоохоронним статусом Вразливий.

## Поширення
У пониззях Дунаю (зокрема, в озері Катлабух), Дністра, Дніпра, Південного Бугу, а також у Дністровському і Дніпровсько-Бузькому лиманах. Акліматизований у Каховському водосховищі, водоймах Інгулецької зрошувально-обводнювальної системи й у каналах Сіверський Донець — Донбас, Дніпро — Кривий Ріг, Північно-кримському. Водиться також у пониззі Дону, Міуському лимані Азовського моря і в Каспійському морі.

## Біологія і екологія
Евритермний, оксифільний вид. Населяє прісноводні та солонувато-водні ділянки лиманів і пониззя річок. Поодинокі особини мігрують у більш осолонені ділянки дельт річок. Мулисто-піщані біотопи. З метою акліматизації проводилося розмноження у неволі.

## Чисельність і заходи охорони
Чисельність виду становить 8 — 10 особин на 1 м² дна. Причиною зміни чисельності є забруднення водойм. Як захід охорони необхідне вивчення особливостей біології виду, охорона характерних для нього біотопів.